# 杰伦·哈里斯
杰伦·哈里斯（英語：Jalen Harris，1998年8月14日—）為美國男子籃球運動員，現效力於中国男子篮球职业联赛南京同曦。
哈里斯在2020年NBA選秀第二輪第59順位獲得多伦多猛龙的青睞，與多伦多猛龙簽下雙向合約，共代表多伦多猛龙出賽13場，場均攻下7.4分、1.4籃板，於2021年7月因違反禁藥規定被NBA禁賽一年。
2024年夏天，哈里斯代表全国男子篮球联赛江西赣驰出賽，場均繳出27.5分、4.9籃板、2.5助攻的表現，10月曾至中国男子篮球职业联赛浙江稠州進行試訓但體檢未過，12月與南京同曦簽約。

## 外部連結
- 杰伦·哈里斯在fiba.basketball（英语）
- 杰伦·哈里斯在NBA官網（英语）
- 杰伦·哈里斯在NBA G聯盟官網（英语）
- 杰伦·哈里斯在意大利篮球甲级联赛官網（意大利语）
- 杰伦·哈里斯在中国男子篮球职业联赛官網
- 杰伦·哈里斯在Basketball-Reference.com（NBA）（英语）
- 杰伦·哈里斯在Basketball-Reference.com（NBA G聯盟）（英语）
- 杰伦·哈里斯在Basketball-Reference.com（國際）（英语）
- 杰伦·哈里斯在Sports-Reference.com（NCAA）（英语）
- 杰伦·哈里斯在ESPN（NBA）（英语）
- 杰伦·哈里斯在Eurobasket.com（球員）（英语）
- 杰伦·哈里斯在Proballers（英语）
- 杰伦·哈里斯在RealGM（英语）
- 杰伦·哈里斯在中国篮球数据库
- 杰伦·哈里斯在Flashscore（英语）